# Lasiochernes anatolicus
Espèce
Lasiochernes anatolicus est une espèce de pseudoscorpions de la famille des Chernetidae.

## Distribution
Cette espèce est endémique de la province de Bilecik en Turquie. Elle se rencontre vers Söğüt,.

## Description
Le mâle mesure 3,5 mm et la femelle 4 mm.

## Étymologie
Son nom d'espèce lui a été donné en référence au lieu de sa découverte, l'Anatolie.

## Publication originale
- Beier, 1963 : Pseudoskorpione aus Anatolien. Annalen des Naturhistorischen Museums in Wien, vol. 66, p. 267-277 (texte intégral).